# Алепу (скали)
Вижте пояснителната страница за други значения на Алепу.
Аврен (63°26′46″ ю. ш. 57°31′10″ з. д. / 63.446111° ю. ш. 57.519444° з. д.) е група скали край източния бряг на остров Робърт в Антарктика. Получават това име в чест на крайморското блато Алепу през 2010 г.

## Описание
Скалите заемат акватория с диаметър 380 m и със средна точка разположена 330 m на север-североизток от нос Кичън и 1.36 km югоизточно от нос Перелик.

## Картографиране
Британска топографска карта на скалите като прилежаща територия на остров Робърт от 1968 г. и българска от 2009 и 2010 г.

## Карти
- L.L. Ivanov et al, Antarctica: Livingston Island, South Shetland Islands (from English Strait to Morton Strait, with illustrations and ice-cover distribution), 1:100000 scale topographic map, Antarctic Place-names Commission of Bulgaria, Sofia, 2005.
- Л. Иванов. Антарктика: Остров Ливингстън и острови Гринуич, Робърт, Сноу и Смит. Топографска карта в мащаб 1:120000. Троян: Фондация Манфред Вьорнер, 2009. ISBN 978-954-92032-4-0